# Campeonato Europeu de Andebol Masculino de 2000
O Campeonato Europeu de HandebolPB/AndebolPE Masculino de 2008 foi a 4ª edição do principal campeonato de handebol das seleções da Europa. O torneio realizou-se na Croácia, nas cidades de  Rijeka e Zagreb. A Suécia ganhou o torneio com Rússia segundo e Espanha terceira.